# 憂鬱認知三角
憂鬱認知三角 是一个认知治疗角度的三个关键要素的去理解患有憂鬱症人們的認知問題。它由亞倫·貝克在1976年提出。，為其關於憂鬱症的認知理論之一部分 和概念的一部分用作认知行为疗法，特别是在貝克的"治疗的负面自动的想法"(TNAT)的方法。
該三角指人們有自动、自然的，无法控制的消极思想"對於以下方面 ：
- 自我 （Self），例「我是毫无价值的」
- 世界或环境 （world or environment），如「没有一个珍惜我」
- 未来 （future），如「事情只会更糟的」

## 貝克憂鬱認知模型
从认知的角度，憂鬱性疾病的特征是人的不正常的的负面想法。
憂鬱的人往往視自己看作是無人爱、无奈、注定要失败或缺失的。 他们往往归因于他们的不愉快的经验，並推及至其身体、精神和/或道德也欠缺。 他们往往感到过于內疚，认为自己是毫无价值的、应受到谴责和被自己和他人排斥。 他们也可能有一个时期認為自己是如何都不能取得成功、受其他人接受，或对自己感觉良好。這些想法可能导致去孤立自己，进一步恶化他們的情绪。

### 認知扭曲
贝克提出的那些与憂鬱症的发展 認知的扭曲，一种类型的 認知偏誤。 贝克称这些偏见作为"自动的想法"，表明他们是不是能完全靠個人意识所控制。 憂鬱的人往往会迅速忽视他们的好的一要，并貶低自己的成至轻微或者毫无意义。 他们也可能会曲解別人對自己照顾、善意。他們也可以認為別人是可怜自己及怕別人知道自己的真實一面而累積更多内疚感覺。不同的認知扭曲令到情況更差。

### 消极的自我基模
贝克还认为，一个憂鬱的人往往从童年经验得到一个负面自我圖式。 这个概念可能来自负面的早期经验，例如被人批评，滥用或欺凌。 贝克表明，人的消极的自我基模都令人們更向差的方面理解事情。

## 引用來源
1. ↑  Gross, Richard. . Hodder Education. 2015: 796, 797. ISBN 978-1471829734.
2. ↑  Cardwell, Flanagan, Mike, Cara. . OUP. 2015: 108. ISBN 978-0-19-833864-2.
3. ↑  Beck, Aaron, T.; Rush, A. John; Shaw, Brian F.; Emery, Gary. . Guilford Press. 1987. ISBN 978-0898629194.
4. ↑  . www.personalityresearch.org.   [2016-03-08]. （原始内容存档于2009-02-14）.
5. ↑  . www.simplypsychology.org.   [2016-10-04]. （原始内容存档于2021-01-26）.
6. ↑  Beck, Aaron T.; Steer, Robert A.; Beck, Judith S.; Newman, Cory F. . Suicide and Life-Threatening Behavior. 1993-06-01, 23 (2): 139–145  [2019-03-29]. ISSN 1943-278X. doi:10.1111/j.1943-278X.1993.tb00378.x (不活跃 2019-02-22). （原始内容存档于2016-11-05） （英语）.
7. ↑  Sadock, Sadock, Ruiz, Benjamin J., Virginia Alcott, Pedro. . Lippincott Williams and Wilkins. 2009. ISBN 9780781768993.
8. ↑  . www.personalityresearch.org.   [2016-10-04]. （原始内容存档于2009-02-14）.
9. ↑  . www.tutor2u.net.   [2016-10-04]. （原始内容存档于2021-01-16）.